# تایلر هیلتون
پالم اسپرینگز، کالیفرنیا
| ملیت            =  ایالات متحده آمریکا
| ساز             =
| نوع_صوت         =
| سبک             = ایندی راک، فولک
| فعالیت          = خواننده، ترانه‌سرا، بازیگر
| مدت             = ۲۰۰۰–تاکنون
| ناشر            = برادران وارنر
| نقش‌های_مرتبط    = تیلور سویفت
| وب‌گاه           =
| اعضای_کنونی     =
| اعضای_پیشین     =
| سازهای_برجسته   =
}}
تایلر جیمز هیلتون (به انگلیسی: Tyler James Hilton) (زاده ۲۲ نوامبر ۱۹۸۳) خواننده، ترانه‌سرا و بازیگر آمریکایی می‌باشد.
هیلتون کارهای حرفه‌ای خودش را از سال ۲۰۰۰ با اولین آلبوم استودیویی‌اش با نام تایلر هیلتون آغاز کرد. مجله رولینگ استون او را همراه با هاوی دی مقایسه کرد و دیگر رسانه‌ها او را از نظر صدا و آواز با التون جان مقایسه کرده‌اند. هیلتون از زمان عرضه اولین آلبومش، وارد عرضه بازیگری شده و در سریال‌هایی همچون تپه یک‌درخته در نقش کریس کلر و در فیلم قدم‌گذاشتن در مسیر در مورد بیوگرافی جانی کش، در نقش الویس پریسلی بازی کرده‌است. او همچنین در یکی از ویدئوهای تیلور سویفت با نام «قطرات اشک روی گیتارم» ظاهر شده‌بود.
او تاکنون سه آلبوم استودیویی به نام‌های تایلر هیلتون (۲۰۰۰)، ترانه‌هایی از تایلر هیلتون (۲۰۰۴) و طوفان‌هایی که با هم شریک می‌کنیم (۲۰۱۰) عرضه کرده است.

## فیلم‌شناسی
- تپه یک‌درخته به عنوان کریس کلر در ۱۶ اپیزود (۲۰۰۴–۲۰۰۷)
- چارلی بارتلت به عنوان مورفی بیونز (۲۰۰۷)
- قدم‌گذاشتن در مسیر به عنوان الویس پریسلی (۲۰۰۵)
- رویاهای آمریکایی ۱ اپیزود به عنوان خواننده موسیقی

## ترانه‌شناسی

### آلبوم‌ها
تایلر هیلتون (۲۰۰۰)
1. "Not Getting Your Name" ۵:۰۱
2. "Nora Marie" ۶:۱۵
3. "I Believe We Can Do It" ۴:۴۹
4. "Someone Like You" ۴:۰۵
5. "Up Late Again" ۲:۰۸
6. "It's Always the Same" ۵:۱۲
7. "Shy Girl" ۴:۲۹
8. "It's Only Love" ۲:۳۷
9. "If I'm Not Right" ۳:۵۲
10. "New York Can Wait" ۳:۰۷
11. "Last Promise" ۳:۵۳
12. "Don't Blame Me" ۳:۳۹
13. "Meant Something to Me" ۲:۵۰

ترانه‌هایی از تایلر هیلتون (۲۰۰۴)
1. «زمانی که آن بیاید»[پ ۵]
2. «ترانهٔ نامه»[پ ۶]
3. «خوشحال»[پ ۷]
4. «خانه غلتان»[پ ۸]
5. «صورتی و سیاه»[پ ۹]
6. «زمان ما»[پ ۱۰]
7. «بوسیدن»[پ ۱۱]
8. «لیزخوردن»[پ ۱۲]
9. «تو، عشق من»[پ ۱۳]
10. «بی‌خوابی»[پ ۱۴]
11. «تصویر بی‌عیب»[پ ۱۵]

طوفان‌هایی که با هم شریک می‌کنیم (تابستان ۲۰۱۰)

### موزیک ویدئوها
برخی از موزیک‌ویدئوهای تایلر هیلتون:
| سال  | نام                           | کارگردان     |
| ---- | ----------------------------- | ------------ |
| ۲۰۰۴ | «زمانی که آن بیاید»           | نیک اسپانوس  |
| ۲۰۰۴ | «زمانی که آن بیاید»           | آدام پولینا  |
| ۲۰۰۴ | «زمانی که آن بیاید»           | چارلز ملینگ  |
| ۲۰۰۵ | «عشق چطور باید باشد»          | تایلر هیلتون |
| ۲۰۰۷ | «از من خواهی پرسید»           | برد بلنگر    |
| ۲۰۱۰ | «این جهان راهت را خواهد گرفت» |              |

## برابرهای انگلیسی
1. ↑  One Tree Hill
2. ↑  Walk the Line
3. 1 2  The Tracks of Tyler Hilton (2004)
4. 1 2  The Storms We Share (Summer 2010)
5. ↑  When It Comes
6. ↑  The Letter Song
7. ↑  Glad
8. ↑  Rolling Home
9. ↑  Pink and Black
10. ↑  Our Time
11. ↑  Kiss On
12. ↑  Slide
13. ↑  You, My Love
14. ↑  Insomnia
15. ↑  Picture Perfect
16. ↑  "When It Comes"
17. ↑  "How Love Should Be"
18. ↑  "You'll Ask for Me"
19. ↑  "This World Will Turn Your Way"